# Сијена
Сијена (итал. Siena) град је у средишњој Италији са 54.188 становника (податак из маја 2009). Сијена је највећи град и средиште округа Сијена у оквиру италијанске покрајине Тоскана.
Сијена је светски позната као град са веома добро очуваним старим средњовековним језгром и огромним кутлурним и уметничким наслеђем, које је све скупа под заштитом УНЕСКОа.

## Географија
Град Сијена налази се у средишњем делу Италије, 50 km јужно од Фиренце, седишта покрајине. Град се налази у типично тосканском пределу брда и брегова, данас заштићеном као културно добро (тзв. „културни пејзаж“). Око града пружају се безбројни виногради.

## Историја
Као и остале тосканске градове на брдима Етрурци су први населили Сијену (од 900. п. н. е. до 400. п. н. е.). Племе које је настањивало Сијену звало се Саина. Етрурци су напредним техникама наводњавања битно изменили средишњу Италију и почели су са кориштењем претходно необрађиване земље. Обичај им је био да се насељавају на јаке тврђаве на брдима.
Римљани су основали град Saenna Julia на месту етрурског насеља и на томе месту је настала модерна Сијена. Могуће да је Сијена била под контролом Гала, који су опљачкали Рим 390. п. н. е. Део археолога тврди да је једно галско племе једно време контролисало Сијену. Према легенди, Сијену је основао Сениус, син Рема, једнога од браће оснивача Рима. Сијена није напредовала под Римом, јер се није налазила на битном саобраћајном правцу. Због лошег положаја хришћанство се није појављивало до 4. века.
Тека када су Лангобарди освојили Сијену и околно подручје започео је период напретка. Стари римски путеви пролазили су кроз подручја изложена византијским нападима, па су Лангобарди због тога преместили своје правце кретања, тако да су друмови између Рима и севера Италије почели пролазити кроз Сијену. Због тога је Сијена почела напредовати као трговачко место. Осим тога велики број ходочасника на путу за Рим представљао је значајан извор прихода вековима после тога.
Најстарије аристократске породице Сијене повезане су са ломбардским поразом од стране Карла Великог 774. г. Тада су град преплавили Франци, који су се поженили сијенским племством. Основали су низ манастира на територији Сијене. Када је умрла грофица Матилда 1115. године настало је неколико независних подручја. Сијена је напредовала и постала је велико средиште зајмодавства и трговине вуном. Најпре је Сијеном управљао епископ, али његова моћ је слабила у 12. веку. Епископ је морао да са племством дели управу у замену за помоћ приликом подручног спора са суседним Арецом.
Процес јачања световних власти је завршен 1167. године када је Сијена постала независна од црквене власти. До 1179. године. Сијена је имала устав. То раздобље је било јако значајно за Сијену, јер тада је изграђена Сијенска катедрала. Тада је настао главни трг Пјаца дел Кампо (Piazza del Campo ) у Сијени. Изграђене су нове улице, које су водиле ка тргу. Трг је служио и као пијаца, а ту су се одигравали и витешки сусрети.
У раном 12. веку самоуправна комуна заменила је аристократску владу. Временом су све више обични људи постајали конзули, а комуна се све више подручно ширила. Околни феудалци у утврђењима око града признавали су градску власт. Република Сијена обично је у 13. веку била ривал суседној Фиренци, тако да је била гибелинска, када је Фиренца била гвелфска. Сијенски гибелини су уз помоћ краља Манфреда Сицилијанског 4. септембра 1260. године у бици код Монтапертија победили гвелфе из Фиренце. Тада се Сијена суочавала са надмоћном армијом Фиренце. Пре битке су извели велику процесију посвећену Богородици и предали су јој симболички град. У ово време Универзитет у Сијени основан је 1240, познат је по факултетима права и медицине и још увек је међу најпознатијим италијанским универзитетима. Сијена је била такмац Фиренци и у уметности у 13. и 14. веку. Сијена је опустошена кугом 1348. године и никад није повратила некадашњу славу.
Отада је Сијена била засењена Фиренцом. Остала је независна до 16. века. Козимо де Медичи је 1554. године сакупио велику царску војску у Фиренци и опседао је Сијену, која је одбрану поверила Пјеру Штроцију. Када је Пјеро поражен у бици код Марћана 1554. године. Сијена се више није могла надати помоћи. Сијена се предала 17. априла 1555. године после 18 месеци отпора. Тиме је завршена ера Републике Сијене.
Каснија историја града везана је за историју Фиренце, а од 1860. године за историју Италије.

## Географија
| Клима (Сијена)             | Клима (Сијена) | Клима (Сијена) | Клима (Сијена) | Клима (Сијена) | Клима (Сијена) | Клима (Сијена) | Клима (Сијена) | Клима (Сијена) | Клима (Сијена) | Клима (Сијена) | Клима (Сијена) | Клима (Сијена) | Клима (Сијена) |
| Показатељ \ Месец          | .Јан.          | .Феб.          | .Мар.          | .Апр.          | .Мај.          | .Јун.          | .Јул.          | .Авг.          | .Сеп.          | .Окт.          | .Нов.          | .Дец.          | .Год.          |
| -------------------------- | -------------- | -------------- | -------------- | -------------- | -------------- | -------------- | -------------- | -------------- | -------------- | -------------- | -------------- | -------------- | -------------- |
| Средњи максимум, °C (°F)   | 8,6 (47,5)     | 9,7 (49,5)     | 12,5 (54,5)    | 16,3 (61,3)    | 21,0 (69,8)    | 24,9 (76,8)    | 28,5 (83,3)    | 28,1 (82,6)    | 24,0 (75,2)    | 18,6 (65,5)    | 13,2 (55,8)    | 9,4 (48,9)     | 28,5 (83,3)    |
| Средњи минимум, °C (°F)    | 2,7 (36,9)     | 3,1 (37,6)     | 4,8 (40,6)     | 7,5 (45,5)     | 11,0 (51,8)    | 14,6 (58,3)    | 17,2 (63)      | 17,0 (62,6)    | 14,4 (57,9)    | 10,6 (51,1)    | 6,9 (44,4)     | 3,7 (38,7)     | 2,7 (36,9)     |
| Количина падавина, mm (in) | 66 (26)        | 62 (24,4)      | 62 (24,4)      | 72 (28,3)      | 57 (22,4)      | 42 (16,5)      | 30 (11,8)      | 39 (15,4)      | 70 (27,6)      | 76 (29,9)      | 97 (38,2)      | 77 (30,3)      | 750 (295,2)    |
| [ тражи се извор ]         |                |                |                |                |                |                |                |                |                |                |                |                |                |

## Становништво
Према резултатима пописа становништва 2011. у општини је живело 52.839 становника.
| 1931.  | 1936.  | 1951.  | 1961.  | 1971.  | 1981.  | 1991.  | 2001.  | 2011.  |
| ------ | ------ | ------ | ------ | ------ | ------ | ------ | ------ | ------ |
| 45.995 | 48.664 | 52.566 | 61.453 | 65.634 | 61.989 | 56.956 | 52.625 | 52.839 |

Сијена данас има преко 54.000 становника, махом Италијана. То је свега 15ак хиљада више него пре једног века. Током протеклих деценија у град се доселило много досељеника из иностранства.

## Градске знаменитости
Цео стари део Сијене, као веома очувана урбана средина са бројним уметничким и културним вредностима, представља велику знаменитост и прворазредно туристичко одредиште.
- Сијенска катедрала је велики пример романескне архитектуре. Градња је започета у 12. веку. Фасада је завршена 1380. Јединствена је међу катедралама јер јој ос иде у смеру север-југ. то је зато што је прва намера била да буде највећа катедрала на свету. Завршен је био један део катедрале, па је понестало новца и због тога су морали завршити катедралу са измењеном осом. Испод катедрале је крстионица са рељефима од Донатела и других вајара 15. века.
- Пјаца дел Кампо (итал. Piazza del Campo) град јески трг на коме се налази градска већница (итал. Palazzo Pubblico)
- Салимбени трг (итал. Piazza Salimbeni) на коме се налази палата Салимбени, која је била средњовековно седиште једне од најстаријих банака
- палата Чиги је готска грађевина са музичком академијом
- тврђава Медичија

## Палио
Кроз град се два пута годишње (2. јула и 16. августа) одржава традиционална коњичка трка кроз град. Томе догађају присуствују бројни туристи, а преноси га и телевизија. Трка је доста опасна, јер се много коња и јахача нађе у уским улицама Сијене.

## Партнерски градови
- Авињон
- Вајмар
- Вецлар
- Л’Аквила
- Буфало
- Берналда
- Цетиње[3]

## Галерија
- Градска кућа
- Катедрала у Сијени
- Палата Санзедони
- Палата Медичи
- Мозаик крунисања Богородице на сиенској катедрали
- Фонте Гаиа - фонтана у центру града.
- Ромул и Рем са вучицом у Сијени, коју су према легенди установила Ремова синова Сијенијус и Асчијус
- Трг Салимбени